# ハノ・ベーレンス
ハノ・ベーレンス（Hanno Behrens，1990年3月26日 - ）は、ドイツ・エルムショルン出身の元サッカー選手。現役時代のポジションはミッドフィールダー。

## 経歴
2008年、ハンブルガーSVの2軍に昇格する。
2012年、SVダルムシュタット98に移籍した。
2015年より1.FCニュルンベルクに所属し、2017年7月の契約延長と共に主将を任された。翌年にチームが1部に昇格した後も主将を務めた。
2021年6月、ハンザ・ロストックに移籍した。
2022年7月、プルシジャ・ジャカルタに移籍した。